# 迪耶馬省

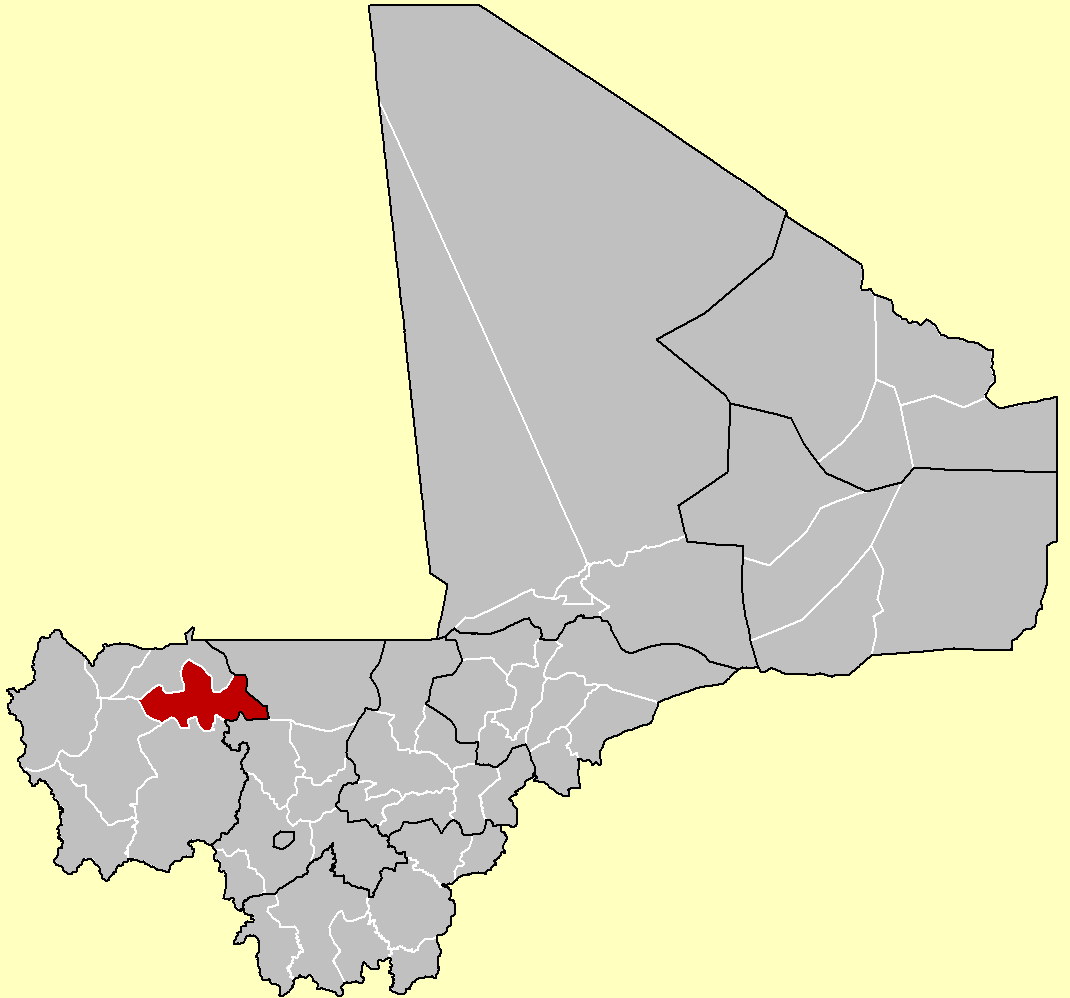

迪耶馬省（法語：Cercle de Diéma），是馬里的省份，位於該國西部，由卡伊區負責管轄，首府設於巴富拉貝，面積20,220平方公里，2009年人口233,926，人口密度每平方公里12人。
14°35′N 9°15′W / 14.583°N 9.250°W